# NEVER END (安室奈美恵の曲)

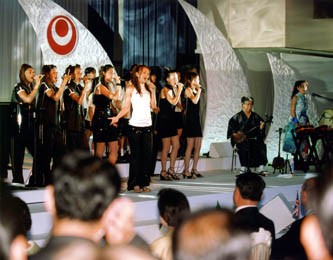
2000年7月22日、九州・沖縄サミット歓迎会で「NEVER END」を歌う安室ら

「NEVER END」（ネヴァー・エンド）は、日本の元女性歌手、安室奈美恵の単独名義では17枚目のシングル。小室哲哉プロデュースによる楽曲である。第26回主要国首脳会議（九州・沖縄サミット）のイメージソングとして製作された。

## 概要
- 琉球民謡のメロディが取り入れられ、レコーディングでは知名定男、ネーネーズ、比嘉慶子らが、バックコーラスには沖縄県在住の女子小中学生（当時）30人が参加した[2]。第26回主要国首脳会議の歓迎パーティーにおいて、安室・知名・比嘉・浦添市少年少女合唱団らによって各国首脳の前でこの曲を披露した[3]。
- 安室はこの年の『ミュージックステーションスーパーライブ』（テレビ朝日系）に出演し、同曲と「think of me」の2曲を歌唱して1997年以来3年ぶり2度目のトリを務めた。
- 6年連続出場の『第51回NHK紅白歌合戦』では、小室哲哉の応援の元、ラストから3番目の高位置で歌唱した（対戦相手は2年連続3回目の対戦のSMAPであった）。
- 2004年のアジアツアー『namie amuro Tour 2004 featuring BEST SINGLES in Taipei & in Seoul』では同曲を最後のアンコール曲として歌い、2番目のフレーズを台湾では北京語で、韓国では朝鮮語で歌った。
- 東京モノレールより限定盤「九州・沖縄サミット トレイン運行 CD付き記念乗車券 (AVT1-81003)」が発売されたが、収録曲は同一である。
- MVでは最後のサビの部分を手話で歌っている。
- 発売からおよそ18年後の2018年には、セブン&アイ・ホールディングスの沖縄限定CM曲として起用された[注 1]。
- 日本音楽著作権協会（JASRAC）の著作権使用料分配額（国内作品）ランキングでは、2018年度の年間6位[4]を獲得した。
- PV撮影は北海道の糠平湖と標茶町多和育成牧場にて行われた。[5]

### 楽曲誕生の経緯

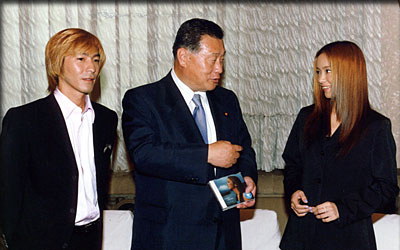
2000年7月11日、内閣総理大臣官邸で内閣総理大臣森喜朗にCDを渡す小室と安室

- 2000年1月、当時globeのツアー中で福岡入りしていた小室に、故小渕恵三元内閣総理大臣からブッチホンで九州・沖縄サミット（主要国首脳会議）の総合音楽プロデューサーとして、サミットのイメージソングの作曲をして欲しいと頼まれた事が今作のきっかけである[注 2][6]。またこの時、「是非安室さんに歌ってもらいたい」という注文も同時に入った。その後、楽曲は完成したが小渕が急逝したことを受け、明るかった曲調をこの楽曲の曲調に変え、作り直された。完成した楽曲のマスターテープは同年6月8日に行われた小渕の合同葬に捧げられた。曲の完成時にはCDが森喜朗内閣総理大臣（当時）に贈呈された[7]。2000年6月21日正午には全国計103か所の有線放送所が一斉にこの曲をオンエアした[2]。同年7月11日発表の有線ブロードネットワーク（現：USEN）のチャートでCD発売前としては異例の1位を獲得した[8]。
- 制作にあたり小室は何度も沖縄県に足を運び、地元ミュージシャンや伝統芸能の大学教授とも意見交換をしたという[9]。

## 収録曲
作詞・作曲・編曲：小室哲哉
1. NEVER END (Radio Edit)
2. NEVER END (Original Mix)
3. NEVER END (Chanpuru Mix)
4. NEVER END (Acappella)

## クレジット

### レコーディング・メンバー
- 小室哲哉 : Piano
- 知名定男 : Sanshin (三線)
- 比嘉慶子 : Taiko (太鼓)
- ネーネーズ : Hayashi (囃子)
- 浦添少年少女合唱団 : Background Vocal
- Andy Caine : Background Vocal
- Jennifer Carr : Background Vocal
- Juliet Roberts : Background Vocal

### スタッフ
- Produced : 小室哲哉
- Mixed : Dave Ford (#1), 小室哲哉 (#2,3,4)
- Mastered : Ian Cooper
- Vocal Direction : 小室哲哉, 佐野健二, 高田浩太郎
- Engineer : きたじまえいしん, Dave Ford, 若公俊広, Mike Butler, Steve Durkee
- Programmer : 村上章久, 岩佐俊秀
- Executive Produced : 松浦勝人
- Coordinator : 岸順子, 齋藤順子
- A&R : 大下勝朗, 柳和実
- Art Direction, Design : Tycoon Graphics
- Photography : 内田将二

## 収録アルバム
- オリジナル『break the rules』(Album Mix)
- ベスト『LOVE ENHANCED ♥ single collection』(new vocal)
  - 楽曲をリアレンジ、再録して収録。
- ベスト『Ballada』
  - 表記されていないが、「LOVE ENHANCED ♥ single collection」収録のテイクを元に、大サビと最後のコーラス部分を、カットして収録。
- ベスト『Finally』（Disc-1）
  - 楽曲を再録・ニューレコーディングで収録。